# Šodolovci
Šodolovci (srp. ćir. Шодоловци; mađ. Páznán), su naselje i općina u istočnoj  Hrvatskoj. Nalazi se u Osječko-baranjskoj županiji. Općinu Šodolovci čini 7 naselja koja su na popisu 2011. godine sveukupno brojila 1653 stanovnika. Suvremena općina osnovana je 1997. godine na temelju odluke prijelazne uprave UNTAES kako bi se srpskoj nacionalnoj manjini u Podunavlju osigurala zastupljenost u lokalnoj samoupravi. 

## Zemljopis
Namjera UNTAES-a da osigura etničku zastupljenost srpske zajednice u lokalnoj samoupravi dovela i do stvaranja administrativnog područja koje nije u potpunosti funkcionalno integrirano te se općina sastoji od dva odvojena dijela, istočne eksklave koju čine naselja Silaš i Ada (koja su i sama povezana glavnim putom koji prolazi kroz naselje Korođ u drugoj županiji) te zapadnog glavnog dijela općine (u kojem naselja Ada i Paulin Dvor funkcionalno povezani putovima koji prolaze kroz druge općine).

## Stanovništvo
Prema popisu stanovništva iz 2011. godine, općina Šodolovci imala je ukupno 1.653 stanovnika, od toga:
- Srba 1.365 (82,58%),
- Hrvata 248 (15,00%),
- Crnogoraca 6 (0,36%),
- Mađara 7 (0,42%),
- Slovenaca 3 (0,18%),
- Nijemaca 2 (0,12%),
- Talijana 1 (0,06%),
- Rusina 1 (0,06%) i
- ostali 2 (0,12%), izjasnili se u smislu vjerske pripadnosti 2 (0,12%), neraspoređeni 1 (0,06%), neizjašnjeni 15 (0,91%).

Samo naselje Šodolovci po popisu iz 2011. godine je imalo 338 stanovnika.
| broj stanovnika | 283   | 678   | 591   | 706   | 800   | 1072  | 1201  | 2832  | 3567  | 3522  | 3691  | 3076  | 2939  | 2604  | 1955  | 1653  | 1217  |
|                 | 1857. | 1869. | 1880. | 1890. | 1900. | 1910. | 1921. | 1931. | 1948. | 1953. | 1961. | 1971. | 1981. | 1991. | 2001. | 2011. | 2021. |

| broj stanovnika | 43    | 229   | 148   | 207   | 177   | 303   | 275   | 504   | 699   | 638   | 678   | 587   | 737   | 486   | 365   | 338   | 267   |
|                 | 1857. | 1869. | 1880. | 1890. | 1900. | 1910. | 1921. | 1931. | 1948. | 1953. | 1961. | 1971. | 1981. | 1991. | 2001. | 2011. | 2021. |

## Uprava

### Općinska naselja
Naselja u sastavu općine:
- Ada
- Koprivna
- Palača
- Paulin Dvor
- Petrova Slatina
- Silaš
- Šodolovci

## Šport
- NK Hajduk Veljko Šodolovci (3. ŽNL Osječko-baranjska, 2008./09.)

## Vanjske poveznice
- Osječko-baranjska županija - Općina Šodolovaci